# The Bouncing Souls
The Bouncing Souls sind eine 1987 gegründete, aus New Jersey stammende Punkrock-Band. Die Gruppe wandelte ihren Stil im Laufe der Jahre.

## Geschichte
Der Name der Band ist ein Wortspiel mit der Beschreibung der „Bouncing Soles“ der von Dr. Martens hergestellten Schuhe. Die Gruppe hatte nach ihrer Gründung lange Zeit keine Aussicht auf einen Plattenvertrag, weswegen sie 1993 ihr eigenes Label Chunksaah Records gründete. 1994 veröffentlichten sie dort ihr Debütalbum, im darauffolgenden Jahr erhielten sie einen Vertrag beim Independent-Label BYO Records, welches das erste Album neu herausbrachte. Auch der Nachfolger erschien 1996 dort. Für ihr drittes, 1997 erschienenes Album wechselten sie zum heute größten Punklabel, Epitaph Records, wo seitdem alle weiteren Studioalben erschienen. 1999 erfolgte ein Besetzungswechsel, als Schlagzeuger Shal Khichi wegen Differenzen ausstieg und durch Michael McDermott ersetzt wurde. 2002 brachte die Band gemeinsam mit Anti-Flag eine Split-CD heraus, die wiederum bei BYO erschien. 2013 verließ Michael McDermott die Band, um anderen musikalischen Interessen nachzugehen. Der Platz am Schlagzeug wurde ab dem 26. September 2013 von dem Hot-Water-Music- und Against-Me!-Drummer George Rebelo besetzt.

## Diskografie

### Studioalben
- 1994: The Good, The Bad & The Argyle
- 1996: Maniacal Laughter
- 1997: Bouncing Souls
- 1999: Hopeless Romantic
- 2001: How I Spent My Summer Vacation
- 2003: Anchors Aweigh (US: #168)
- 2006: The Gold Record (US: #141)
- 2010: Ghosts on the Boardwalk
- 2012: Comet (US: #110)
- 2016: Simplicity (US: #157)
- 2020: Volume 2
- 2023: Ten Stories High

### Livealben und Kompilationen
- 2002: The Bad The Worse & The Out of Print
- 2005: Live

### EPs
- 1993: The Greenball Crew
- 1998: Tie One On
- 1999: Fight to Live
- 2001: Gone
- 2002: Split Vol. 4: Bouncing Souls/Anti-Flag
- 2013: Split: Bouncing Souls/Menzingers
- 2019: Crucial Moments